# عبیدالله‌جان قندهاری
عبیدالله‌جان قندهاری (زادهٔ ۵ مه ۱۹۵۱ - درگذشته دهه ۱۹۸۰) یک خواننده و موسیقی‌دان پشتو‌زبان اهل افغانستان بود که در بین مردم پشتون با نام عبیدالله جان شناخته می‌شود. نقل است که در هنگام فوت ۳۲ سال سن داشته‌است. ترانه‌های وی هنوز هم در بین مردم پشتون اهل افغانستان، کویته، کراچی و تاجیکها محبوب است.